# Philles Records
Philles Records est une maison de disques créée en 1961 par Phil Spector et Lester Sill (le nom du label est dérivé de leurs prénoms).
Initialement, le label était distribué par Jamie Records à Philadelphie. En 1962, Spector rachète les parts de Sill pour devenir propriétaire unique, devenant à 21 ans l'un des plus jeunes directeurs de label des États-Unis.

## Singles
| Numérotation catalogue | Date de sortie  | Classement des ventes (États-Unis) | Titre                                                | Auteur(s)-compositeur(s)                                                       | Interprète(s)                   | Durée |
| ---------------------- | --------------- | ---------------------------------- | ---------------------------------------------------- | ------------------------------------------------------------------------------ | ------------------------------- | ----- |
| Philles 100            | Octobre 1961    | 20e                                | There's No Other (Like My Baby)                      | Phil Spector, Leroy Bates                                                      | The Crystals                    | 2:31  |
| Philles 101            | Mars 1962       |                                    | Here I Stand                                         | Tony Mottola                                                                   | Joel Scott                      |       |
| Philles 102            | Mars 1962       | 13e                                | Uptown                                               | Cynthia Weil, Barry Mann                                                       | The Crystals                    | 2:19  |
| Philles 103            | 1962            |                                    | Malagueña                                            | Ernesto Lecuona                                                                | Ali Hassan                      |       |
| Philles 104            | Juin 1962       |                                    | Lt. Colonel Bogey's Parade                           | Lester Sill                                                                    | Steve Douglas and his Merry Men |       |
| Philles 105            | Juillet 1962    | retiré en raison des paroles       | He Hit Me (It Felt Like A Kiss)                      | Gerry Goffin, Carole King                                                      | The Crystals                    | 2:32  |
| Philles 106            | Septembre 1962  | 1er                                | He's A Rebel                                         | Gene Pitney                                                                    | The Crystals                    | 2:25  |
| Philles 107            | Octobre 1962    | 8e                                 | Zip-a-Dee-Doo-Dah                                    | Ray Gilbert, Allie Wrubel                                                      | Bob B. Soxx & the Blue Jeans    | 2:49  |
| Philles 108            | Janvier 1963    | 43e                                | Puddin' N' Tain                                      | Gary Pipkin, Alonzo Willis, Brice Coefield                                     | The Alley Cats                  | 2:48  |
| Philles 109            | Décembre 1962   | 11e                                | He's Sure the Boy I Love                             | Barry Mann, Cynthia Weil                                                       | The Crystals                    | 2:44  |
| Philles 110            | Janvier 1963    | 38e                                | Why Do Lovers Break Each Others Hearts               | Ellie Greenwich, Tony Powers, Phil Spector                                     | Bob B. Soxx & the Blue Jeans    | 2:48  |
| Philles 111            | Début 1963      | hors commerce                      | (Let's Dance) The Screw, Part 1                      | Spector                                                                        | The Crystals                    |       |
| Philles 111            | Avril 1963      | 39e                                | (Today I Met) The Boy I'm Gonna Marry                | Greenwich, Powers, Spector                                                     | Darlene Love                    | 2:48  |
| Philles 112            | Avril 1963      | 3e                                 | Da Doo Ron Ron                                       | Ellie Greenwich, Jeff Barry, Phil Spector                                      | The Crystals                    | 2:17  |
| Philles 113            | Mai 1963        | 63e                                | Not Too Young to Get Married                         | Greenwich, Barry, Spector                                                      | Bob B. Soxx & the Blue Jeans    | 2:27  |
| Philles 114            | Juillet 1963    | 26e                                | Wait 'til My Bobby Gets Home                         | Greenwich, Barry, Spector                                                      | Darlene Love                    | 2:23  |
| Philles 115            | Août 1963       | 6e                                 | Then He Kissed Me                                    | Greenwich, Barry, Spector                                                      | The Crystals                    | 2:37  |
| Philles 116            | Août 1963       | 2e                                 | Be My Baby                                           | Greenwich, Barry, Spector                                                      | The Ronettes                    | 2:40  |
| Philles 117            | Octobre 1963    | 53e                                | A Fine Fine Boy                                      | Greenwich, Barry, Spector                                                      | Darlene Love                    | 2:46  |
| Philles 118            | Décembre 1963   | 24e                                | Baby, I Love You                                     | Greenwich, Barry, Spector                                                      | The Ronettes                    | 2:50  |
| Philles 119            | Novembre 1963   |                                    | Christmas (Baby Please Come Home)                    | Greenwich, Barry, Spector                                                      | Darlene Love                    | 2:45  |
| Philles 119x           | Janvier 1964    | 92e                                | Little Boy                                           | Greenwich, Barry, Spector                                                      | The Crystals                    | 2:59  |
| Philles 120            | Avril 1964      | 39e                                | The Best Part of Breakin' Up                         | Vini Poncia, Pete Andreoli, Phil Spector                                       | The Ronettes                    | 3:02  |
| Philles 121            | Juin 1964       | 34e                                | Do I Love You?                                       | Poncia, Andreoli, Spector                                                      | The Ronettes                    | 2:50  |
| Philles 122            | Juillet 1964    | 98e                                | All Grown Up                                         | Greenwich, Barry, Spector                                                      | The Crystals                    | 2:49  |
| Philles 123            | Août 1964       | retiré                             | Stumble And Fall                                     | Poncia, Andreoli, Spector                                                      | Darlene Love                    | 2:22  |
| Philles 123            | 17 octobre 1964 | 23e                                | Walking in the Rain                                  | Weil, Mann, Spector                                                            | The Ronettes                    | 3:16  |
| Philles 124            | Novembre 1964   | 1re                                | You've Lost That Lovin' Feelin'                      | Weil, Mann, Spector                                                            | The Righteous Brothers          | 3:46  |
| Philles X-125          | Décembre 1964   |                                    | Christmas (Baby Please Come Home)                    | Greenwich, Barry, Spector                                                      | Darlene Love                    | 2:45  |
| Philles 126            | Février 1965    | 52e                                | Born to Be Together                                  | Weil, Mann, Spector                                                            | The Ronettes                    | 2:57  |
| Philles 127            | Avril 1965      | 9e                                 | Just Once in My Life                                 | Goffin, King, Spector                                                          | The Righteous Brothers          | 3:56  |
| Philles 128            | Mai 1965        | 75e                                | Is This What I Get for Loving You?                   | Goffin, King, Spector                                                          | The Ronettes                    | 3:21  |
| Philles 129            | Juillet 1965    | 4e                                 | Unchained Melody (à l'origine face B de Hung on you) | Hy Zaret et Alex North Hung on you par Gerry Goffin, Carole King, Phil Spector | The Righteous Brothers          | 3:37  |
| Philles 130            | Novembre 1965   | 5e                                 | Ebb Tide                                             | Carl Sigman, Robert Maxwell                                                    | The Righteous Brothers          | 2:48  |
| Philles 131            | Mai 1966        | 88e                                | River Deep - Mountain High                           | Greenwich, Barry, Spector                                                      | Ike and Tina Turner             | 3:40  |
| Philles 132            | Octobre 1966    | 118e                               | White Cliffs of Dover                                | Walter Kent and Nat Burton                                                     | The Righteous Brothers          | 2:20  |
| Philles 133            | Octobre 1966    | 100e                               | I Can Hear Music                                     | Greenwich, Barry, Spector                                                      | The Ronettes                    | 3:00  |
| Philles 134            | Octobre 1966    | 118e                               | A Man Is A Man Is A Man                              | Antell                                                                         | Ike and Tina Turner             | 2:49  |
| Philles 135            | Juin 1967       | 114e                               | I'll Never Need More Than This                       | Greenwich, Barry, Spector                                                      | Ike and Tina Turner             | 3:27  |
| Philles 136            | 1967            |                                    | A Love Like Yours (Don't Come Knockin' Everyday)     | Eddie Holland, Lamont Dozier, Brian Holland                                    | Ike and Tina Turner             | 2:57  |